# النجار إلتبير
النجار إلتبير (أيغور: ئەلنى گار ئى لتەبى ر، من مواليد 1984) هي سياسية وناشطة في مجال حقوق الإنسان أمريكية من أقلية الأويغور. في أغسطس 2019، أصبحت تشغل منصب المسؤولة عن ملف الصين في مجلس الأمن القومي الأمريكي من قبل إدارة دونالد ترامب.

## النشأة والدراسة
ولدت النجار في عام 1984 في مدينة أورومتشي في سنجان. في عام 1992، انتقلت رفقة عائلتها إلى عاصمة إسطنبول التركية حيث قضت معظم فترة دراستها في ثانوية كاباتاش. في فبراير 2000، وخلال مراهقتها انتقلت رفقة عائلتها مرة أخرى إلى الولايات المتحدة.
تعد إلتبير ابنة الكاتب والصحفي الأويغوري الشهير عبد الحكيم باقي إلتبير، الذي عمل مدرسًا في المرحلة المتوسطة ثم رئيس تحرير مجلة "Tengritagh Journal" ونائب رئيس «اتحاد أورومتشي للفنون»، ثم عمل في إذاعة آسيا الحرة منذ فبراير 2000 حتى أغسطس 2017. في 8 أغسطس 2019 توفي والدها عن عمر يناهز 68 عامًا.

## المسار الدراسي
- 2009-2015 : جامعة ميريلاند (كوليج بارك) - دكتور في الفلسفة (دكتوراه)، الأمن الدولي والسياسة الاقتصادية.
- 2005-2007 : كلية كينيدي بجامعة هارفارد - ماجستير في السياسة العامة (MPP)، الأمن الدولي والاقتصاد السياسي.
- 2001-2005 : جامعة جورج واشنطن - بكالوريوس العلاقات الدولية